# Hôtel Bourrienne
El hôtel Bourrienne, o Petit Hôtel Bourrienne es un hôtel particulier del siglo XVIII ubicado en 58 rue d'Hauteville en el 10 distrito de París. Propiedad privada, está clasificado como monumento histórico desde el 20 de junio de 1927.

## Historia
Justine Segard, esposa de Préponnier de Bazin y dama de Dampierre, emprendió la construcción del hotel en 1787, que se completó en 1793, en el momento en que se urbanizaba el barrio Faubourg Poissonnière.
Si bien aún no estaba terminado, pasó por varias manos y llegó en 1792 a la del matrimonio Lormier-Lagrave, cuya hija Fortunée se casó poco después con Antoine Hamelin, proveedor general de los ejércitos. Los padres lo donaron a la hija, que probablemente lo hizo decorar por François-Joseph Bélanger. Fortunée Hamelin se convierte en una personalidad destacada del Directorio y del Consulado, organizando un salón de renombre en el hotel bajo el nombre de Merveilleuse Madame Hamelin. Nativa de Santo Domingo, era amiga de Joséphine de Beauharnais. Además de este último, Napoleón Bonaparte y Madame Tallien participaron en sus recepciones sociales.
En 1798 fue vendido a Louis Prévost, quien lo revendió por 100 000 francos a Louis Antoine Fauvelet de Bourrienne, secretario privado y amigo de Bonaparte, quien le dio su nombre y fue reformado por el arquitecto Étienne-Cherubin Leconte. Sufriendo por los caprichos de la política, Bourrienne, sin embargo, logró una brillante carrera bajo la Restauración y hasta 1824, los salones del hotel estuvieron entre los más brillantes de París, animados por su esposa. Pero la revolución de 1830 le hizo perder su fortuna. Mientras tanto, el hotel se había vendido varias veces. En 1826, Henri Duponchel trabajó en la decoración neopompeyana.
Charles Tuleu lo adquirió de manos de Lucien Charles Alexandre de Berny en 1886, que dirigía una fundición de tipos de imprenta. Charles Tuleu asumió la dirección de la fundición, manteniendo la misma denominación social, e instaló sus talleres en el jardín. Permaneció en la familia hasta 2015, y en julio de ese mismo año, de hecho, fue comprado por el empresario Charles Beigbeder para convertirlo en la sede de sus actividades de inversión; para la ocasión, está totalmente restaurado.

## Descripción
Está apartado de la calle, al final de un patio al que se accede por una puerta perforada a través de los edificios de apartamentos en la rue de Hauteville. Detrás del hotel hay un pequeño jardín. El lugar destaca por su decoración y mobiliario estilo Directorio que se ha mantenido en su lugar. Alberga recepciones y se puede visitar con cita previa.